# Tanzim
Tanẓīm (in arabo ﺗﻨﻈﻴﻢ‎?, "organizzazione") è un movimento palestinese nato nel 1995 come ala militare di Fatḥ. A differenza della Brigate dei Martiri di al-Aqsa, che è un movimento laico e secessionista all'interno di al-Fatḥ, al-Tanẓīm ne è diretta espressione e il movimento è stato usato da Arafat durante la Seconda Intifada (Intifāḍa al-Aqṣā) per cercare di tenere sotto controllo i giovani che prendevano parte alla stessa Intifada, ed evitare che questi assumessero posizioni islamiste radicali, come quelle di Hamas.
Oggi si calcola che al-Tanẓīm abbia circa diecimila membri ed è diffuso soprattutto a Gaza, Ramallah e in altri centri della Cisgiordania, e il leader principale è Marwan Barghouti. Dal punto di vista ideologico, l'obiettivo primario è la creazione di uno Stato palestinese libero e, a differenza dei gruppi readicali islamici, non hanno mai chiesto la distruzione di Israele.
Sia durante la Seconda Intifada sia nel periodo successivo, al-Tanẓīm ha attuato numerosi attacchi suicidi nei confronti di obiettivi israeliani, alcuni dei quali portati a termine da kamikaze donna.
Secondo i servizi di sicurezza israeliani, ha condotto e pianificato attentati sia con Hamas sia con Hezbollah. Riceve la maggior parte dei finanziamenti, circa due milioni di dollari l'anno, da parte dell'Autorità Nazionale Palestinese (ANP).